# Hamblin (Utah)
Hamblin, oggi città fantasma, era una città statunitense di pionieri Mormoni lungo la Mormon Road, abitata dal 1856 al 1905.  Si trova a un'altezza s.l.m. di 1778 metri presso le Mountain Meadows, nella parte occidentale della Contea di Washington, nello Stato dello Utah.

## Storia
Jacob Hamblin iniziò a lavorare alla costruzione di un ranch e di una casa per la sua famiglia nel 1856 con vista sui Mountain Meadow, subito dopo la costruzione della Leach Cutoff of the Mormon Road del 1855, una strada carrozzabile che passava dai Mountain Meadow a Pinto, attraverso il Leach Canyon, nelle vicinanze di Cedar City. Ciò consentì di risparmiare quindici miglia sul vecchio percorso da Cedar City attraverso Iron Springs, Antelope Springs, Pinto Creek (nella moderna Newcastle, Utah), fino all'estremità nord dei Mountain Meadow, nell'Holt Canyon. Altri coloni presto arrivarono al ranch e costruirono a propria volta varie fattorie, formando un insediamento, con le case costruite lungo la strada e con la chiesa e la scuola all'estremità. All’epoca si chiamava Fort Hamblin, successivamente abbreviato in Hamblin.
L'acqua potabile per la città proveniva da Hamblin Spring, una sorgente limpida vicino al villaggio. Le fattorie avevano anche delle sorgenti proprie che irrigavano il prato.
Questi coloni vendevano cibo e provviste ai mandriani, agli immigrati e ai carrettieri che passavano lungo la strada. Al tempo del massacro di Mountain Meadows del 1857, i diciassette bambini superstiti furono portati in città e lì furono curati, prima di essere restituiti ai loro parenti in Arkansas.
Nel 1869, Jacob Hamblin ricevette una chiamata da Brigham Young per fondare una missione indiana a Fort Kanab e decise di partire con la sua famiglia lasciando Hamblin.
Dopo che le ferrovie arrivarono nello Utah nel 1869, la Mormon Road cessò di essere un'importante arteria stradale e Hamblin divenne un villaggio di minore importanza.
Nel corso dei decenni trascorsi dal 1847, quando fu aperta la strada dei carri, il prato lungo sedici miglia fu sovrasfruttato dalle mandrie di passaggio e dagli animali da soma, causando crescenti inondazioni e conseguenti erosioni, che abbassarono la falda freatica e prosciugarono le sorgenti che irrigavano il prato. Ciò costrinse la gente di Hamblin a trasferirsi, molti di loro si trasferirono sull'Enterprise e il sito divenne per lo più abbandonato nel 1890.
Tutto quello che rimane della città oggi è il cimitero.